# Нанопоры
Нанопоры (англ. nanopores) — поры с размерами, находящимися в нанодиапазоне (~1-100 нм).

## Описание
Термин используется, главным образом, для указания на принадлежность объекта к наноструктурированным материалам. Понятие «нанопоры» объединяет области микропор (размер пор до 2 нм), мезопор (2-50 нм) и, частично, макропор (более 50 нм). Нанопоры могут располагаться как поперёк поверхности, так и вдоль неё. Примером нанопор, расположенных вдоль поверхности, может служить коробчатая графеновая наноструктура (КГНС). Нанопоры могут использоваться для секвенирования ДНК.